# Aucha pronans
Aucha pronans là một loài bướm đêm trong họ Noctuidae.